# Olimpia Tamara Girón Hernández
Olimpia Tamara Girón Hernández (18 de diciembre de 1973) es una política mexicana, miembro del partido Movimiento Regeneración Nacional (Morena). Fue diputada federal para el periodo de 2021 a 2024.

## Biografía
Es licenciada en Derecho egresada de la Universidad Nacional Autónoma de México (UNAM), misma instutición en la que tiene una maestría en Derecho Procesal Penal y un diplomado en Derecho Constitucional y Amparo.
En 1996 fue integrante de la Junta Especial Dos de la Local de Conciliación y Arbitraje del Distrito Federal, de 1996 a 2000 asesora en el Befete Jurídico de la UNAM, y de 2001 a 2003 fue coordinadora de Vinculación Institucional en la Dirección General de Capacitación y Empleo del gobierno del Distrito Federal.
De 2007 a 2021 fue socia en un bufete jurídico particular y de 2012 a 2021 directora general de la empresa Seguridad Privada y Empresarial S.A. De C.V. A partir de 2013 se integró en Morena, y fue coordinadora de promoción del voto y apoyo en la construcción de la estructura electoral del partido, participó en las campañas a la gubernatura del Estado de México de Delfina Gómez Álvarez en 2017, y de Fernando Vilchis Contreras a presidente municipal de Ecatepec en 2018. Simultáneamente de 2017 a 2018 fue asesoría jurídica en la Secretaría de Gobierno de la Ciudad de México.
En 2021 fue postulada como candidata a diputada federal por el Distrito 13 del Estado de México por Morena. Logró el triunfo, siendo elegida para la LXV Legislatura que concluyó en 2024. Fue secretaria de la comisión Jurisdiccional; así como integrante de las de Seguridad Ciudadana; de Transparencia y Anticorrupción; de Igualdad de Género; de Asuntos Migratorios; de Cambio Climático y Sostenibilidad; y, de Protección Civil y Prevención de Desastres.